# 斯派克尼瑟
斯派克尼瑟（荷蘭語：Spijkenisse，荷蘭語：[spɛi̯kəˈnɪsə] ⓘ）是荷兰南荷兰省的一个旧市镇。2006年原旧市镇有人口74,482，面积30.23 km²（其中4.07 km²为水域）。它是鹿特丹大都会区的一部分。2015年1月1日，斯派克尼瑟与市镇贝尔尼瑟合并为新市镇尼瑟瓦尔德（Nissewaard）。